# Faouzi El Brazi
Faouzi El Brazi (arab. فوزي البرازي, ur. 22 maja 1977 w Berkane) – marokański piłkarz występujący na pozycji obrońcy lub pomocnika.

## Kariera klubowa
Jest wychowankiem klubu FUS Rabat. W lecie 1999 podpisał kontrakt ze szwajcarskim klubem Servette FC, występującym w Szwajcarskiej Super League. W tych rozgrywkach rozegrał w sumie 14 meczów. W listopadzie kolejnego roku przeniósł się do holenderskiego FC Twente. W sezonie 2000/2001 wywalczył z tą drużyną Puchar Holandii, zaś w kolejnym przegrał w rozgrywkach o Superpuchar. Z klubu odszedł w czerwcu 2003. Potem grał w drużynach FAR Rabat i Wydad Casablanca. Z oboma zespołami wywalczył Mistrzostwo Maroka. Przed sezonem 2006/2007 trafił na jeden rok do francuskiego FC Istres. Następnie ponownie występował w barwach Wydadu, by od 2009 roku znów grać w Istres. W sezonie 2012/2013 grał w Renaissance Berkane.

## Kariera reprezentacyjna
Fouzi El Brazi w reprezentacji Maroka zadebiutował w 2000 roku. Ostatni mecz rozegrał w 2006 roku i do tamtej pory rozegrał 14 meczów. Był także powołany na Puchar Narodów Afryki 2002, gdzie wystąpił we wszystkich grupowych pojedynkach: z Ghaną (0:0), Burkina Faso (2:1) i RPA (1:3). Maroko odpadało z rozgrywki już po fazie grupowej.

## Sukcesy

### FC Twente
- Zwycięstwo
  - Puchar Holandii: 2001
- Drugie miejsce
  - Superpuchar Holandii: 2001

### FAR Rabat
- Zwycięstwo
  - Puchar Maroka: 2004
  - I liga marokańska: 2005
  - Afrykański Puchar Konfederacji: 2005
- Drugie miejsce
  - I liga marokańska: 2004
  - Superpuchar CAF: 2005

### Wydad Casablanca
- Zwycięstwo
  - I liga: 2006